# Ascens directe

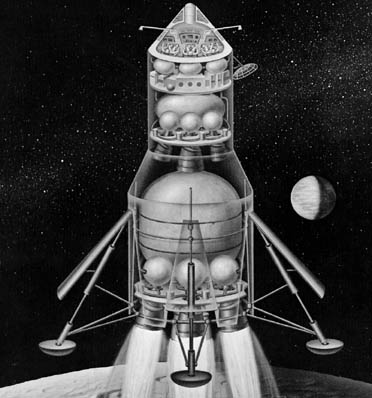
Concepció artística primerenca de la nau espacial Apollo que utilitza ascens directe

L'Ascens directe era un mètode proposat per a una missió a la Lluna.
Als Estats Units, l'ascens directe va ser proposat per utilitzar l'enorme coet Nova per ser llançat una nau espacial cap a la Lluna, on aterraria primer de cul i després emprendria el seu retorn de la Lluna a la Terra. Les altres opcions que la NASA va considerar la missió a la lluna eren Lunar Orbit Rendezvous (que va ser l'estratègia utilitzada amb èxit en el projecte Apollo) i Earth Orbit Rendezvous.
Els soviètics també van considerar diverses estratègies d'ascens directe, encara que al final es van decidir per un enfocament similar al de la NASA: dos homes en una càpsula de la nau Soiuz i el mòdul d'aterratge d'un sol home LK. El fracàs del coet N1 dels soviètics va retardar substancialment el seu programa lunar, però, en cap manera s'apropaven quan l'Apollo 11 es va enlairar i va fer el primer aterratge lunar.
Les pel·lícules de ciència-ficció com Destination Moon havia representat sovint missions d'ascens directe.